# Burgstall Neuhaus (Geyern)
Der Burgstall Neuhaus ist eine abgegangene Spornburg auf einem Bergsporn bei 537 m ü. NHN nordöstlich des Gemeindeteils Geyern der Gemeinde Bergen im Landkreis Weißenburg-Gunzenhausen in Bayern.

## Geschichte
1383 verkaufte Ulrich Putendorffer seine Behausung „das Newhaus“ bei Geyern mit allem Zubehör wie Gericht und Eigenrechten, sowie dem Zehnten von Nennslingen um ungarische und böhmische 1800 Gulden an den Ritter Berthold Schenk von Geyern, wobei die Bürgen zur Gewährleistung in der Stadt Weißenburg verpflichtet wurden. Der Verkäufer gehörte zur Sippe der Reichsministerialen von Buttendorf und Leonrod aus dem Raum Roßtal und Dietenhofen und wohnte dort bereits 1370.
Das wirft die Frage auf, ob Neuhaus als Absicherung des Reichsgutes um Weißenburg errichtet wurde.
Ab Anfang des 15. Jahrhunderts war die Burg, die im 16. Jahrhundert wegen ihrer schwer zugänglichen Lage und des geringen dazugehörenden Besitzes als aufgegeben und verfallen genannt wurde, im Besitz der Schenken von Geyern, deren Nachfahren auf Schloss Geyern residierten. 1435 beim Schiedsspruch zwischen den verstrittenen Vettern war Ritter Jorg Schenk von Geyern im Besitz von Neuhaus, das er einige Jahre allein gebaut und genossen hatte. Als Zubehör der Burg wurden Besitz zu Pfraunfeld, der Zehnt zu Raitenbuch und ein Waldstück genannt.
Von der ehemaligen Burganlage, die über einen Wohnturm (Bergfried) verfügte, zeugt noch ein tiefer Halsgraben und ein ausgegrabenes Fundament. Der Burgstall ist ein Bodendenkmal.
Das Areal ist vom Bayerischen Landesamt für Denkmalpflege (BLfD) als Bodendenkmal (D-5-6932-0083) ausgewiesen.